# Station Mirsk
Station Mirsk is een spoorwegstation in de Poolse plaats Mirsk.